# 佐兰·斯雷泰诺维奇
佐兰·斯雷泰诺维奇（羅馬化：Zoran Sretenović，1964年8月5日—2022年4月28日），塞尔维亚男子篮球运动员。他曾代表南斯拉夫、南联盟参加1991年和1995年欧洲篮球锦标赛，获得二枚金牌。